# Підземне сховище газу Бозой
Підземне сховище газу Бозой – елемент газотранспортної системи Казахстану.
У другій половині 1960-х в Казахстані почалась розробка газового родовища Бозой, яке включало дві ділянки – Жаманкоянкулак та Жаксикоянкулак. Газонасичені породи залягали на глибині від 292 до 447 метрів, при цьому їх пористість становила 36%. Видача продукції відбувалась до системи Бухара – Урал, траса якої проходила через Бозой.
Запаси газу Бозойського родовища були невеликі – біля 15 млрд м3, так що невдовзі його вирішили перетворити на підземне сховище газу. Першою в 1974 році отримала нову функцію Жаманкоянкулак, а з 1982-го до неї долучилась Жаксикоянкулак.
Після розпаду СРСР використання системи Бухара – Урал в проектному режимі припинилось. Втім, в середині 2010-х через Бозой пройшов новий трасказахський газопровід Бейнеу – Бозой – Шимкент, що дало поштовх до модернізації підземного сховища. Реконструкція завершилась в 2021-му, при цьому було пробурено 36 нових свердловин. Наразі ПСГ може прийняти біля 4 млрд м3 газу, з яких 3 млрд м3 припадає на Жаманкоянкулак. Добова продуктивність по відбору становить до 27 млн м3.
Під землею газ насичується парами пластових вод, тому у складі ПСГ в 2017-му ввели в дію установку осушки.